# Панно для Віденського університету

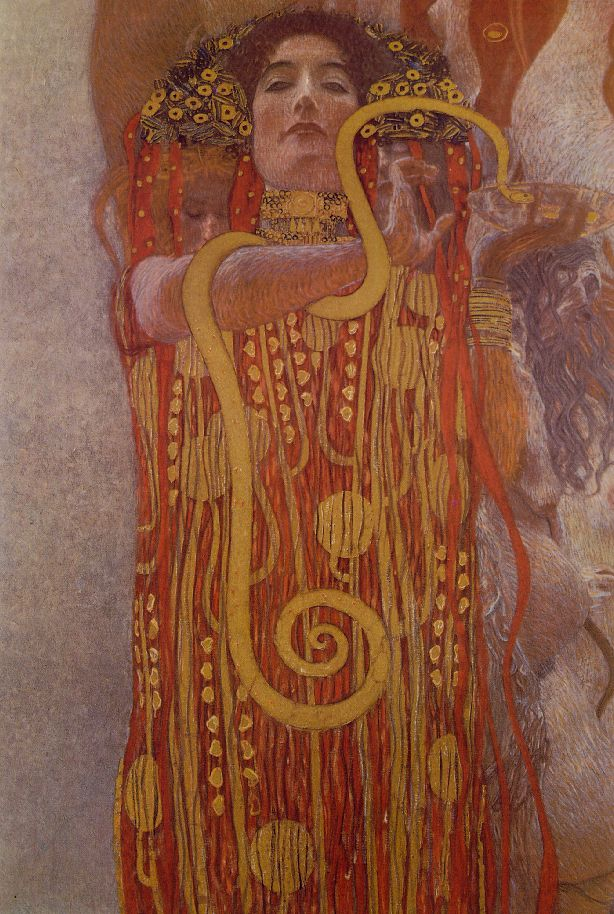
Гіґієя (грец. «здоров’я») з факультетської картини «Медицина» Клімта в репродукції оригіналу (деталі)

Факультетські малюнки — це назва чотирьох картин, призначених для прикраси стелі великого актового залу Віденського університету на Рінґштрассе у Відні . Вони мали на меті алегорично представити чотири класичні факультети європейського університету . Художники Густав Клімт і Франц Мач отримали замовлення на його створення в 1894 році. Передбачалося, що Клімт перейме зображення для філософії, медицини та юриспруденції, тоді як Мач створив зображення для теології .
Перша презентація картини «Філософія» на сьомій художній виставці Віденського сецесіону в 1900 році викликала масову публічну критику, особливо з боку професорів університету. Стиль репрезентації Клімта не відповідав ні вимогам замовника, ні його попередньо поданим ескізам, а показував глибоко песимістичний і критичний погляд на науку. Подібний скандал викликала виставка картини «Медицина». Розбіжності, ймовірно, навіть спонукали Клімта зробити свою картину «Юриспруденція» ще більш агресивною, ніж планувалося спочатку. Фронти були настільки запеклими, що згода вже не здавалася можливою.
Темами диспутів, які велися й в тодішніх газетах, були не лише становище університетської науки в суспільстві, а й сенс і мета державного фінансування мистецтва та можливий вплив, який це могло мати на мистецьку свободу .
Щоб уникнути суперечок, Клімт у 1905 році вирішив викупити свої картини, за які він уже отримав передоплату від держави, за допомогою приватних меценатів (особливо Августа Ледерера ). Зрештою три картини потрапили у приватну власність.
Суперечки навколо символізму університетських панно вплинули на подальшу художню творчість Клімта. Після цього митець більше не приймав публічних замовлень і звернувся переважно до портретного та пейзажного живопису. У ході цієї переорієнтації були створені його всесвітньо відомі твори. Найбільш відомою, мабуть, є портрет Адель Блох-Бауер I 1907 року, яка з ціною 135 мільйонів доларів (отриманою в 2006 році), вважається другою найдорожчою картиною в світі. Найпопулярнішою і на сьогоднішній день найбільш тиражованою картиною є «Поцілунок», створена в 1907/1908 роках. Сьогодні Клімт вважається найважливішим художником австрійського модерну .

## Зберігання та зникнення панно
“Значення теології” Франца Матча досі належить Віденському університету і знаходиться в залі засідань факультету католицької теології. 
Панно авторства Клімта, які були викуплені в університету Авґустом Ледерером, повернулися у державну власність під час арійізації за часів нацизму. Під час Другої світової війни вони були перевезені до замку Іммендорф у Нижній Австрії .  У травні 1945 року замок за нез'ясованих обставин був підпалений або відступаючими військами СС, або військами Червоної армії і згорів разом із художніми цінностями, що зберігалися в ньому. Проте, як з’ясувала мистецтвознавець Тіна Марі Сторкович, хоча замок був зруйнований, доказів того, що картини були знищені, немає.Оригінальні проекти та чорно-білі фотографії трьох факультетських картин Клімта існують і сьогодні.
У рамках виставки «Гола правда» (2005) Віденський музей Леопольда встановив чорно-білі копії факультетських картин Клімта і Матча на стелі великої бальної зали університету. 

## Опис та інтерпретація

### Клімт: Панно «Філософія»

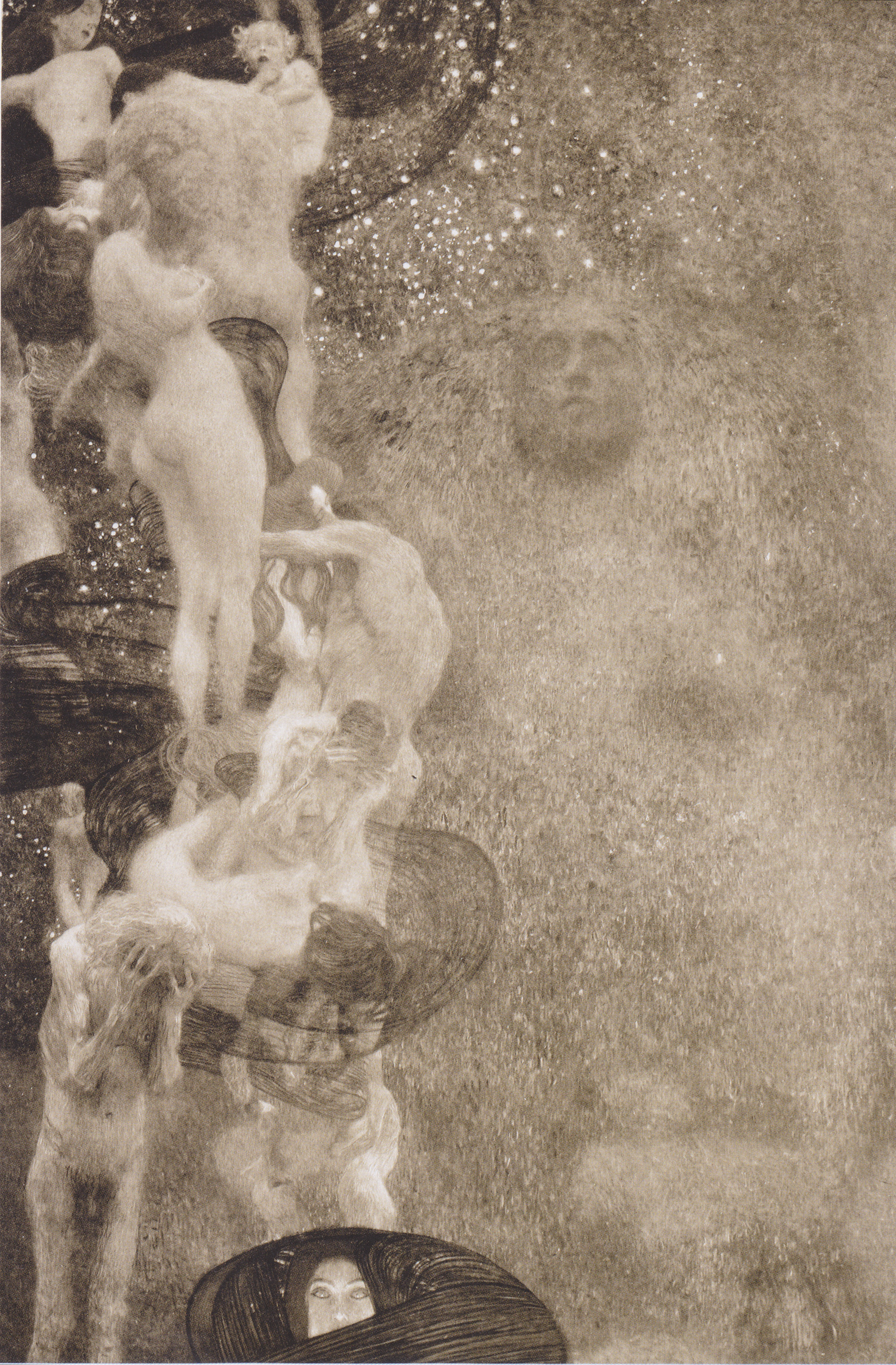
Клімт: Філософія

У каталозі виставки Сецесії під час першої презентації філософії в березні–квітні 1900 року група фігур ліворуч – вузлуваті, плаваючі тіла різного віку – описані як такі, що зароджуються, плідно існують і відходять . Праворуч зображено глобус, так звану Світову головоломку, яка постає у вигляді сплячого сфінкса на фоні туману. Нижче з'являється свідомий інтелект, знання як просвітлена фігура.
У цій картині Клімт не створює алегорії в традиційному значенні, якого вимагали його замовники, а радше представляє філософію як символ наперед визначеної долі людства. Це відповідає песимістичному погляду митця на науку, на відміну від загальної віри в прогрес на зламі століть.  На цьому панно наука показана не як тріумфатор, а як така, що вічно бореться та шукає.   Загадка світу, ймовірно, також є образним натяком на міфологічну <i id="mwSg">загадку про Сфінкса</i> .

### Клімт: Панно «Медицина»

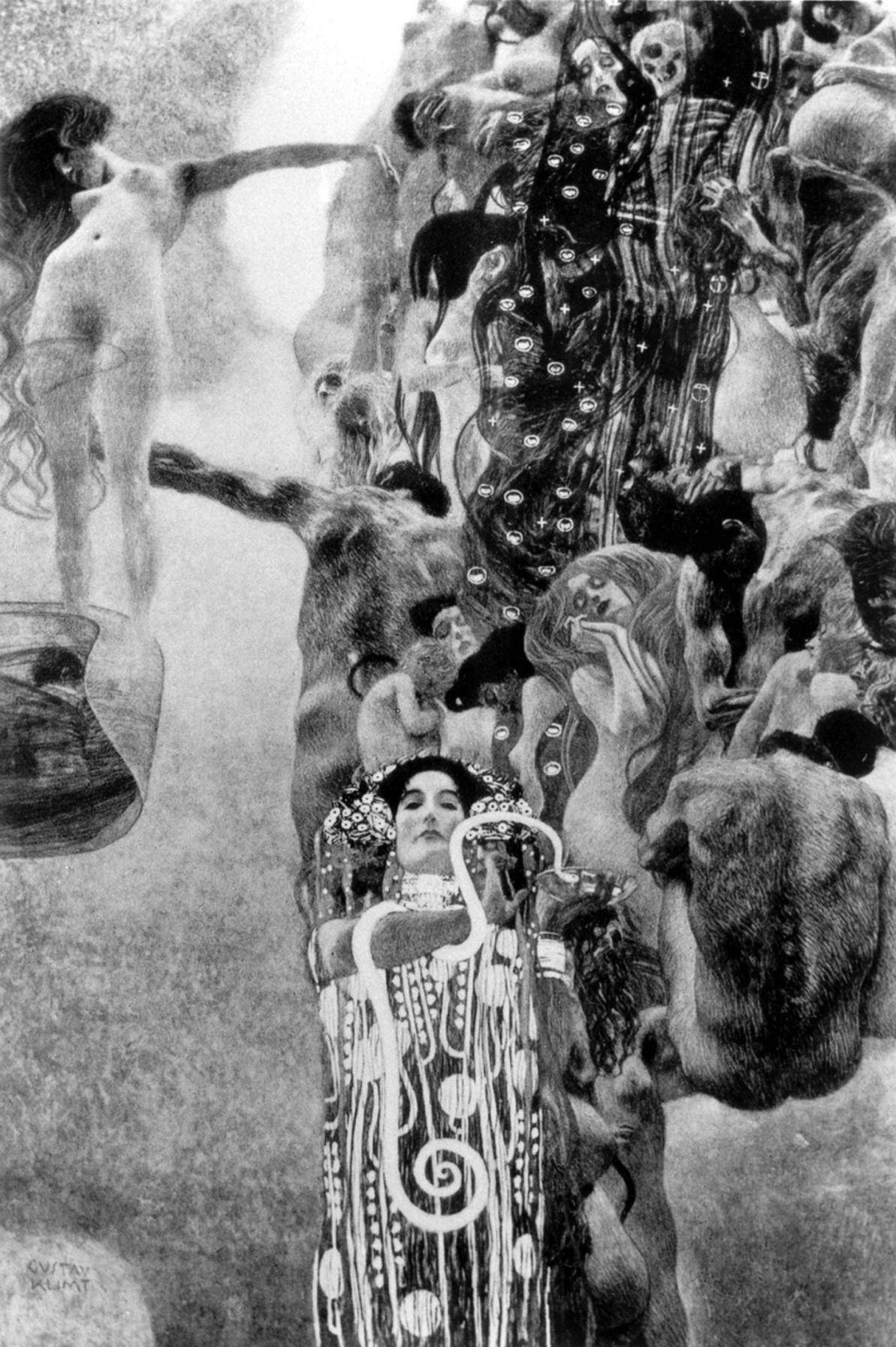
Клімт: Медицина

Праворуч можна побачити групу скутих разом людей, з яких у верхній частині зображення виступає скелет . Фігури в цій групі часто мають закриті очі або зображені в згорбленій поставі, деякі спиною до глядача. Чоловік простягає руку до оголеної жінки, яка, немов спить стоячи у лівій частині картини; біля її ніг видно новонароджену дитину. Верхня частина її тіла показана у перспективному скороченні (глядач бачить її знизу), вона простягає ліву руку в групу та торкається витягнутої руки іншої фігури. Витягнуті руки створюють зв’язок – своєрідне коло – між жінкою ліворуч і групою фігур праворуч. Посередині внизу стоїть Гіґієя зі змією-ескулапом (полоз ескулапів) і чашею з водою з річки Лети, з якої п'є змія .
У передмові до каталогу десятої виставки сецесії поясненням цього панно виступає теза про те, що життя відбувається між становленням і відходженням, і що саме життя, на своєму шляху від народження до смерті, створює те глибоке страждання, яке Гіґієя полегшує і лікує можливими засоби. Відтак Клімт у "Медицині" показує коло життя.
Через зображення закритих очей і згорблених фігур також можна припустити, що Клімт представляє сон як цілющий і, можливо, навіть запобіжний засіб. Художник також може мати на увазі стародавні ритуали, такі як храмовий сон і поява оракулів у снах, в яких люди сподівалися на зцілення або надання медичної поради. 
З одного боку, опоненти Клімта скаржилися на натуралістичне зображення оголених тіл у його "Медицині", яке, на їхню думку, більше підійшло б для анатомічного музею. З іншого боку, вони критикували відсутність двох найважливіших функцій медицини: лікування та профілактики .

### Клімт: Панно «Юриспруденція»

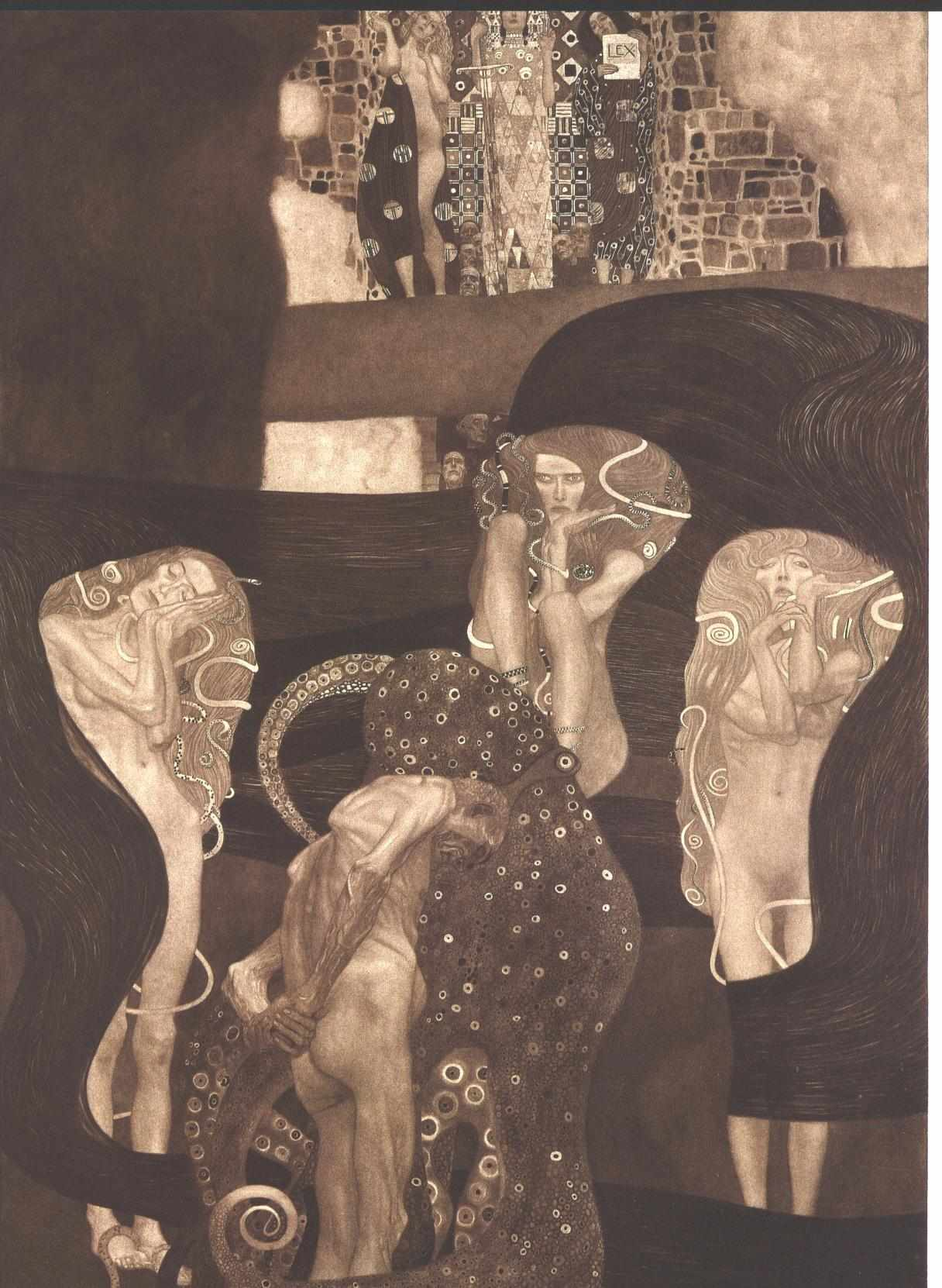
Клімт: Правознавство

У нижній половині картини стоїть згорблений старий грішник, голий і худий. Поліп обвиває його і зв'язує руки за спиною. Навколо грішника стоять три Ерінії зі зміями у волоссі. Вгорі персоніфіковані жіночі образи Справедливості (у центрі), Закону (справа) та Правди (ліворуч). Правосуддя тримає меч, Закон тримає в руці книгу закону (Lex) . Правда напівгола і одягнена лише в плащ. Суддів можна побачити як маленькі фігурки в центрі зображення. Поліп, ймовірно, символізує нечисту совість чоловіка. Однак грішник теж видається жертвою справедливості.
Критики Клімта критикували композицію твору як таку, що її можна прочитати знизу вгору, але те, що потрібно, - це розпис стелі. Крім того, художника звинувачували у обмеженому представленні юриспруденції як покарання злочину.
Зміна стилю Клімта найбільш чітко помітна в панно "Юриспруденція" ; стиль сильно відрізняється від первісного дизайну 1898 року, де персоніфікована справедливість тримає меч. Цю радикальну зміну можна інтерпретувати як реакцію Клімта на відмову від двох раніше представлених образів факультету філософії та медицини . Незважаючи на жорстку критику, митець залишається вірним власному шляху розвитку. Цілком можливо, що старий грішник у юриспруденції є навіть самозображенням Клімта, який бачить себе жертвою несправедливої оцінки своїх творів.

### Мач: Панно “Теологія”

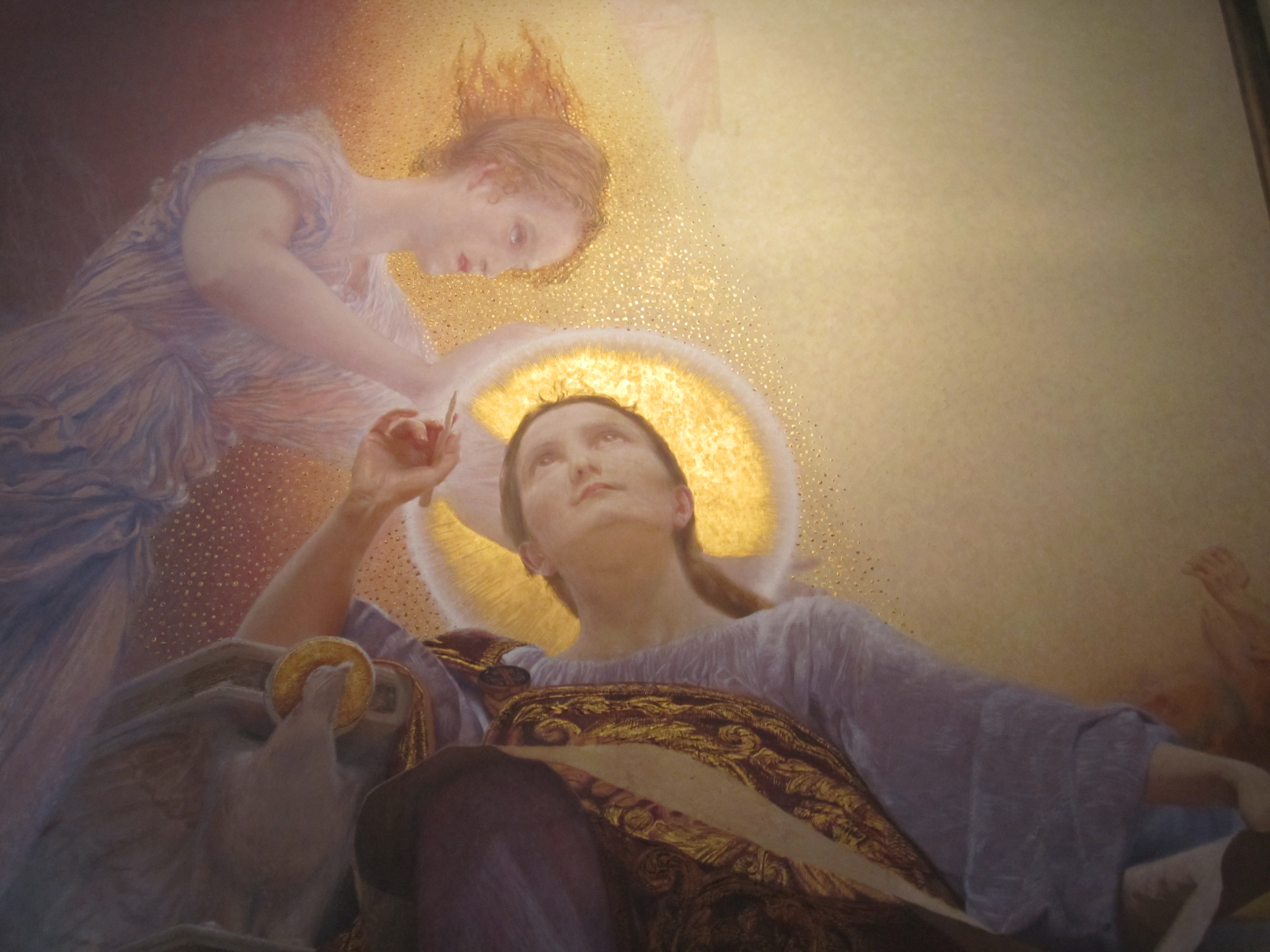
Мач: Богословія (1900), деталь

Мач представляє теологію як алегорію в традиційному розумінні стилю історизм . У центрі картини сидить жіноча фігура з німбом . У правій руці вона тримає перо, а правий лікоть спирається на книгу, яку несе птах з німбом, імовірно орел . На лівій половині картини видно жіночу постать без німба, з правого боку зображено витягнуті руки. Фігура жінки в повітрі простягає руки до рук справа. У верхній частині картини можна побачити фігуру з однією рукою , прибитою до хреста . Фігури зображені в жаб'ячій перспективі.
Орел з німбом та книгою вказує на євангеліста Іоанна або Євангеліє від Іоанна . Літаюча фігура без німбу й руки могли стосуватися прологу Євангелія. Він представляє пришестя Ісуса Христа як втілення вічного Слова .  Євангеліє від Іоанна описує також розп’яття. Відповідно, Мач обрав християнську релігію для представлення терміну теологія, доктрини про Бога або богів різних релігій.